# Живот тече даље (ТВ серија)
Живот тече даље (порт. A vida da gente) бразилска је теленовела, продукцијске куће Реде Глобо, снимана током 2011. и 2012.
У Србији је емитована током 2014. на телевизији Хепи.

## Синопсис
Ана је млада тенисерка у успону. Добитница бројних трофеја и титула. Њена професионална будућност је загарантована. Међутим, све се мења у тренутку када сазна да је трудна са својим дечком, Родригом. Њена прорачуната и посесивна мајка, Ева, присиљава је да раскине са дечком и шаље је у други град како би се тамо у тајности породила. По повратку кући, Ана има велику жељу да поврати каријеру, одгаја своју ћерку, Жулију, те Родригу призна све што је скривала. Ослања се на подршку своје сестре и најбоље другарице, Мануеле. Но, Ева је све вешто одвукла од истине причом да је Жулија заправо њена ћерка, плод авантуре из прошлости. Ева је одувек била изузетно заштитнички настројена према Ани, док са Мануелом никада није имала добар однос и одувек ју без разлога понижавала. Живот крај доминантне и темпераментне мајке Ана и Мануела више не могу да издрже, те током једне ноћи одлучују да побегну од куће. На путу до куће њихове баке, доживљавају тешку саобраћајну несрећу и ауто им се сурва у хладно језеро. Мануела успева да извуче своју сестричину на сигурно, али не стигже да спаси Ану на време. Ана је одвезена у болницу, где је установљено је да је пала у кому.
Пролазе године, а Ана не показује никакав напредак. Мануела одлучује да преузме улогу Жулијине мајке. Скрхана великим осећајем кривице, Мануела одлучује да призна Родригу да је Жулија заправо његова и Анина ћерка. Заједно, њих двоје пролазе кроз све потешкоће и радости одгајања девојчице, а међу собом почињу да осећају јаку повезаност и страст. Пет година касније, Жулија је срећна девојчица, која је помогла Мануели да превазиђе Анино болно одсуство.
Изненада, Ана се буди из коме и мора да се суочи са реалношћу која је пуно другачија од оне коју памти и да се носи са помешаним осећањима изгубљеног живота. Њена сестра и Родриго сада су заједно, а Жулија једино Мануелу доживљава као мајку, без обзира што од ње никада није скривана права истина. Иако је срећна што је Жулија здрава и добро одгојена девојчица, на чему је захвална својој сестри Мануели, Ана осећа и велику бол. Разочарана је сестриним осећања према Родригу и осећа завист гледајући је како живи живот који је припадао њој. Труди се да потисне своја осећања, посебно она према Родригу, те уверава Мануелу да је љубав коју је осећала према њему ствар давне прошлости, а да је сада заљубљена у свог доктора, Лусија.
У процесу прилагођавања новом животу, Ана и даље може да рачуна на љубав своје сестре, све док Ева не успе да их окрене једну против друге. Анина велика борба за повратак живота који је без ње пролазио, вођена је великом дозом оптимизма, упорности, али и љубави. У овој причи љубав је од суштинског значаја у опоравку разрушених породичних односа и превазилажењу највећих животних препрека.

## Ликови
- Ана Фонсека (Фернанда Васконселос) – Евина ћерка, Жонасова пасторка. Успешна тенисерка, скромна је и једноставна, није заслепљена својом славом. Брижно је одрастала крај своје мајке Еве, која се према њој односи као према трофеју, управља њеним животом и каријером. Под сталним је мајчиним притиском, посебно након порођаја, приморана је да све скрива од јавности и околине. У њеним осећањима настаје права конфузија и преовладава несигурност. Због свега тога, али и ригидних захтева њене тренерке Виторије, Ана све учесталије губи на утакмицама. Одлучује да преузме бригу о својој ћерки и контролу над својом судбином, када доживљава тешку несрећу која је умало коштала и живота.
- Родриго Маседо (Рафаел Кардосо) – Жонасов син, рано је остао без мајке. Његов отац ожењен је Евом, која није тако пријатна маћеха, али је у Родригов живот донела и нешто добро - њену ћерку Ану. Родриго и Ана одрастају заједно и временом постају нераздвојни. Упуштају се у љубавну везу из које се рађа Жулија.
- Мануела Фонсека (Маржори Естијано) – Евина ћерка и Анина старија сестра. Понижавана од стране мајке, одрастала је у сенци своје сестре, талентоване и савршене, која је уједно и њена једина пријатељица. Повучена, несигурна и једноставна, такорећи је неприметна и у кући, и школи. Једна од ретких особа које је штите је кућна помоћница Марија, која је одувек подстицала њен таленат за кување. Након несреће која је оставила њену сестру у коми, преузима одговорност о Жулији и касније се упушта у везу са Родригом.
- Лусио (Тијаго Ласерда) – Доктор. Посвећен свом послу, етичан и професионалан. Сталожен је и брижан према својим пацијентима, везује се за њих и сматра да је афективитет од суштинског значаја у процесу сваког лечења. Изгубио је жену која је боловала од рака, и осећа горчину кривице што није успео да је спасе. Стерилан је, због чега по избору и темпераменту одлучује да буде самац. Међутим, страст коју осећа према Ани и љубав према Жулији отвориће му врата ка новом животу. Великодушан је и несебичан, управља невладином организацијом за помоћ деци са моторичким потешкоћама.
- Ева Фонсека (Ана Беатриз Ногиера) – Анина и Мануелина мајка. Инина ћерка, Жонасова бивша супруга. Лукава и манипулативна. Отворено се залаже за тврдњу "циљ оправдава средства", иза које вешто крије свој сумњиви карактер. Никада није скривала наклоњеност према Ани, али ни презир који осећа ка Мануели. Од откривања Аниног талента, њену каријеру и успех не испушта из вида. Након Анине несреће и пада у кому, обилази своју ћерку из дана у дан, четири године заредом. Са Аниним буђењем поново показује своје прорачунато лице, и из љубоморе изазива сукоб међу својим ћеркама, који их стваља на две супротне стране.
- Жонас Маседо (Пауло Бети) – Родригов и Нандин отац, Евин бивши муж. Сматра да се све може решити новцем, и са њим покушава да надокнади своје одсуство из живота његове деце. Приметивши Родригову способност за студије, одлучан је да од њега направи себи достојног наследника у компанији. На почетку приче, оставља Еву, која је у педесетим годинама, и мења је за млађу Крис, на исти начин као што је навикнут да мења возила сваке године.
- Жулија (Жезуела Моро) – Анина и Родригова ћерка. Одраста уз Мануелу и Родрига. Слатка је и вољена. Показује снажну нарав када се Ана пробуди из коме и приђе јој као права мајка. Мануела је једина коју прихвата за мајку и жели да остане крај ње и свога оца.

## Улоге
| Глумац:                 | Улога:                        |
| ----------------------- | ----------------------------- |
| Фернанда Васконселос    | Ана Фонсека                   |
| Рафаел Кардосо          | Родриго Маседо                |
| Маржори Естијано        | Мануела Ману Фонсека Маседо   |
| Ана Беатриз Ногиера     | Ева Фонсека                   |
| Тијаго Ласерда          | доктор Лусио Пирес            |
| Пауло Бети              | Жонас Маседо                  |
| Нисете Бруно            | Ина Фонсека                   |
| Жезуела Моро            | Жулија Фонсека Маседо         |
| Режина Алвес            | Кристина Крис Оливеира Маседо |
| Марија Едуарда          | Нанда Маседо                  |
| Жузел Фроес             | Виторија Асеведо              |
| Стенио Гарсија          | Лауделино                     |
| Алис Вегман             | Софија Асеведо Пратес         |
| Стефани Брито           | Алис Моарес Асеведо           |
| Леона Кавали            | Селина Гузмао                 |
| Леондардо Медеирос      | Лоренсо Маседо                |
| Анжело Антонио          | Маркос Пратес                 |
| Малу Жали               | Дора                          |
| Марсело Аиролди         | Сисеро Мораес                 |
| Марсело Мело            | Матијас                       |
| Луис Карлос Васконселос | Ренато Ногуера Мартинс        |
| Малу Вале               | Вивијан Виви Моурао           |
| Рафаел Алмеида          | Мигел                         |
| Марат Дескартес         | Луи                           |
| Пијетра Пан             | Барбара Асеведо Пратес        |
| Неуса Боржес            | Марија                        |
| Клаудија Мело           | Моема                         |
| Луис Сера               | Сеу Вилсон                    |
| Дуда Мамберти           | Жосиас                        |
| Рита Клементе           | Дона Аурелиа                  |

## Награде
Quem 2011:
- Маржори Естијано

Caras 2011:
- Маржори Естијано

Minha Novela 2011:
- Маржори Естијано
- A vida da gente (Живот тече даље)

Melhores do Ano 2011: 
- Жезуела Моро

Noveleiros 2011: 
- A vida da gente (Живот тече даље)

Contigo 2012:
- Лисија Манзо
- Жезуела Моро